# Macaranga papuana
Macaranga papuana là một loài thực vật có hoa trong họ Đại kích. Loài này được (J.J.Sm.) Pax & K.Hoffm. mô tả khoa học đầu tiên năm 1914.